# Aniba williamsii
Aniba williamsii är en lagerväxtart som beskrevs av Oswald Schmidt. Aniba williamsii ingår i släktet Aniba och familjen lagerväxter. Inga underarter finns listade i Catalogue of Life.